# Neottiella vivida
Neottiella vivida är en svampart som först beskrevs av William Nylander och fick sitt nu gällande namn av Dennis 1960. 
Neottiella vivida ingår i släktet Neottiella och familjen Pyronemataceae.  Arten är reproducerande i Sverige. Inga underarter finns listade i Catalogue of Life.